# James Blake (tennisspiller)
 For alternative betydninger, se James Blake. (Se også artikler, som begynder med James Blake)
James Riley Blake (født 28. december 1979 i Yonkers, New York, USA) er en amerikansk tennisspiller, der blev professionel i 1999. Han har igennem sin karriere vundet 10 single- og 5 doubletitler, og hans højeste placering på ATP's verdensrangliste er en 4. plads, som han opnåede i november 2006.

## Grand Slam
Blake har tre gange spillet sig frem til kvartfinaler i singlerækkerne ved Grand Slam-turneringer. To gange, i 2005 og 2006 var det på hjemmebane ved US Open i New York, og i 2008 ved Australian Open.

## Eksterne links
- James Blakes hjemmeside
- James Blakes opslag i Munzinger Sportsarchiv (tysk)
- James Blakes profil på Olympics.com (engelsk)
- James Blakes profil på Sports-Reference OL-resultater (arkiveret) (engelsk)
- James Blakes profil på Olympedia (engelsk)
- James Blakes profil hos ATP World Tour (engelsk)
- James Blakes profil hos ITF Tennis (engelsk)
- James Blakes profil hos Davis Cup (engelsk)
- James Blakes profil hos ITF Tennis (engelsk)
- James Blakes profil hos NNDB (engelsk)

- Wikimedia Commons har flere filer relateret til James Blake (tennisspiller)